# Curtis (cráter)

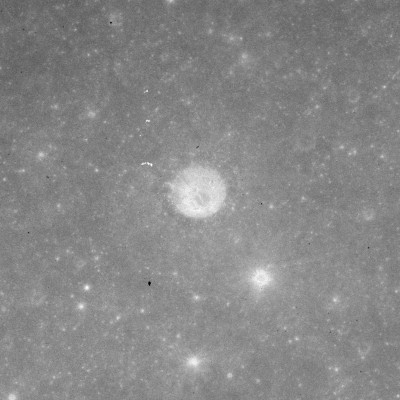
Imagen de la misión Apolo 15.

Curtis es un pequeño cráter de impacto lunar que se encuentra en el Mare Crisium occidental, al este del cráter Picard. Es un elemento circular con forma de copa y sin otros detalles particulares.
|  |

En el pasado fue designado Picard Z, antes de que se le asignase un epónimo distinto por la UAI.